# Helmond Centrum
Helmond Centrum is het oudste gedeelte van de stad Helmond. Het is het gebied tussen het kasteel, Noord- en Zuid Koninginnewal, Ameide- en Watermolenwal. Deze straten geven de plaats aan van de middeleeuwse stadsomwalling.
De rivier de Aa stroomde vroeger dwars door Helmond en werd in de jaren 1960 overkluisd in verband met stankoverlast en ruimtegebrek. In het begin van de 20e eeuw was dit al met het riviertje de Ameide gedaan, het vormde een deel van de stadsgracht.
In het centrum van Helmond staan enkele bijzondere gebouwen zoals het huis met de Lust, Het Mater Dei-gebouw, het voormalig postkantoor en diverse oude villa's. Van de industriële bebouwing zijn de fabrieken van Nedschroef, Raymakers en Vlisco nog aanwezig.
Kaart van het oude centrum van Helmond.(Klik voor vergroting)

## Kwaliteitsimpuls en masterplan
In 2001 is planoloog Joan Busquets gevraagd masterplan voor het centrum van Helmond te ontwerpen. Het behelst de bouw van woningen (appartementen en stadswoningen), winkelruimte, horeca en een supermarktgebied. Voor de openbare bibliotheek is nieuwe huisvesting gepland. De bouw zal gefaseerd plaatsvinden om overlast te beperken.
In 2005 is als kwaliteitsimpuls begonnen het winkelgebied Markt, Ameide- en Veestraat te verbeteren. Bij die gelegenheid werden nieuwe bestrating, beplanting en diverse kunstwerken aangelegd.
Hoofdplaats: Helmond

Wijken: Binnenstad · Helmond-Oost · Helmond-Noord · 't Hout · Brouwhuis · Helmond-West · Warande · Stiphout · Rijpelberg · Dierdonk · Brandevoort · Industriegebied Zuid

Buurtschappen: Berenbroek · Croy · De Weijer · Diepenbroek · Geeneind · Kloostereind · Kranenbroek · Kruisschot (Dierdonk) · Kruisschot (Stiphout) · Medevoort · Overbrug · Rijpelberg · Scheepstal 

Noord-Brabant: Steden en dorpen      Nederland: Provincies · Gemeenten